# Princess Chelsea
Chelsea Nikkel (Auckland, 4 de setembro de 1992), conhecida artisticamente como Princess Chelsea, é uma cantora, compositora e produtora musical neozelandesa.